# 桓鸞
桓鸞（108年—184年），字始春，沛郡龍亢人，東漢名士。龍舒侯相桓良之子，桓焉之侄。

## 生平
桓鸞自小已重視德操言行，飽讀五經，捨財行善，濟助孤寡，自己平時穿著舊袍，吃低賤的食物，生性節約，不求盈餘，對朋友相當豪爽，對自己則相當制約。桓鸞眼見世道混濁，州郡的執事令長都不是理想的官員，恥為其伍，所以一直不肯出仕。四十餘歲時，太守向苗舉桓鸞為孝廉，桓鸞便出任膠東令。但桓鸞剛到任，向苗卻逝世了。桓鸞立即辭職，為向苗奔喪並服喪三年，淮州、汝州一帶的士民均欣賞他的高義。後來桓鸞擔任己吾縣及汲縣縣令，頗有政績，朝中官員都一起推薦桓鸞，於是桓鸞拜授議郎。任議郎後，桓鸞向朝廷上陳五事：「舉賢才，審授用，黜佞幸，省苑囿，息役賦。」其陳事書上奏朝廷後，因逆掌權宦官之意，而不被接納。後來桓鸞因病免職，中平元年（公元184年）時以77歲高齡卒於家中。有一子名為桓曄，一女嫁給劉長卿。